# Николай Петрович Румянцев
Граф Николай Петрович Румянцев (роден на 3 април 1754 г. в село Стряпково, Юриевски уезд, Владимирска губерния, Руска империя; починал на 15 януари 1826 г. в Санкт Петербург, Руска империя) е руски държавник, министър на външните работи на Руската империя и канцлер на Руската империя по време на Наполеоновите войни и нашествието на Наполеон в Русия (1808 – 1812).
Известен е също като меценат, колекционер, основател на „Румянцевския музей“, покровител на първото руско околосветско пътешествие. Канцлер на Руската империя (от 1809 г.). Първи председател на Държавния съвет (1810 г.) – най-висшият съветващ орган при императора. Почетен член на Руската императорска академия (1819 г.). Син на генерал-фелдмаршал Пьотър Александрович Румянцев-Задунайски от графския род Румянцеви.
Румянцев и брат му получават основно образование у дома си благодарение на частен ментор. Техен ментор е Фридрих Мелхиор, барон фон Грим. През 1774 г. те отиват в Лайденския университет в Кралство Нидерландия, където изучават история, право и език.

## Кариера
Румянцев е първият пратеник на Русия в Свещената Римска империя, след като Русия става гарант на имперската конституция на Свещената Римска империя чрез Тешенския договор от 1779 г. Румянцев пристига в Свещената Римска империя през 1782 г., акредитиран като посланик в Куррейнския имперски окръг, Горно-Рейнския окръг, Швабския имперски кръг, Франконския имперски окръг, Курфюрство Майнц, Курфюрство Кьолн, Княжество Пфалц-Цвайбрюкен, Херцогство Вюртемберг, Маркграфство Баден и Ландграфство Хесен-Касел. Въпреки че действа като представител на Русия като гарант на мира, той е смятан от германците за пристрастен привърженик на Хабсбургската монархия.
През първите години на XIX век Румянцев е много влиятелен по време царуването на руския император Александър I и майка му Мария Фьодоровна, служейки като министър на търговията (1802 – 1811) и председател на Държавния съвет (1810 – 1812) – главният съветстващ орган при руския император.
Като министър на външните работи (назначен през 1808 г.) той се застъпва за по-тесен съюз с Кралство Франция, но това впоследствие се оказва грешка. Когато получава новината за нахлуването на френския император Наполеон в Русия (1812 г.), той получава инсулт и губи слуха си. Когато Наполеон влиза в Москва, той посъветва императора да уволни руския генерал-фелдмаршал Михаил Кутузов и да търси мир на всяка цена. В крайна сметка император Александър I губи всякакво доверие в Николай Петрович Румянцев и го пенсионира предсрочно през 1814 г. точно преди Виенския конгрес.
Николай Румянцев умира на 3 януари 1826 г. в нео-паладианския си дворец на улица „Английска крайбрежна“ в Санкт Петербург. Негова статуя стои пред двореца на Румянцеви–Паскевичи в град Гомел в Беларус, построен от баща му – Пьотър Румянцев.
Румянцев бил убеден привърженик на разширяването на руското влияние в Тихия океан и Северна Америка и основен акционер в Руско-американската компания. През 1808 г. в чест на Румянцев, на негово име бил наречен форт (Форт Румянцев) в САЩ, построен от първите руски заселници в Калифорния и преименуван на Форт Рос през 1812 г.

## Научни занимания
През годините на задграничната си служба Николай Петрович натрупва огромна колекция от исторически документи, редки монети, карти, ръкописи и инкунабули, които формират ядрото на Румянцевския музей в Москва (впоследствие преобразуван в Руска държавна библиотека). Проявявайки голям интерес към руската история, Румянцев прави първите печатни публикации на няколко староруски летописа и древни литературни паметници на източните славяни. Той ръководи кръг от млади антиквари (като Павел Строев и Иван Снегирев), които по-късно преминават в лагера на славянофилите.
Румянцев също става забележителен покровител на руските изследователски пътувания. Той спонсорира първото руско околосветско плаване. Той също така финансира експедицията на кораба „Рюрик“, ръководена от Ото фон Коцебу. В резултат на това името му се свързва с такива екзотични неща като:
- Spiranthes romanzoffiana – вид северноамериканска орхидея
- Papilio rumanzovia – вид голяма пеперуда от Филипините
- Syagrus romanzoffiana – вид кокосова палма на Южна Америка
- Romanzoffia – род цъфтящи растения от семейство Грапаволистни от Северна Америка
- Романзовит, друго име за гросулар, вид камък гранат
- между 1812 г. и 1842 г. руското име на днешния залив Бодега, Калифорния, е „залив Румянцев“
- планините Романзоф на територията на Аляска и Юкон, когато са били част от Русия, преди да ги продадат на САЩ.
- Нос Романзоф в Аляска, който сам по себе си дава името на днешното летище Cape Romanzof LRRS
- Остров Романзов, сега наречен Тикей във Френска Полинезия
- Залив Романзоф, в Лаперузовия проток

През 1811 г. той възлага на скулптора Антонио Канова да създаде статуя на мира в знак на признание за миротворческите усилия на семейството му.